# Приклопиль, Вольфганг
Во́льфганг При́клопиль  (нем. Wolfgang Přiklopil; 14 мая 1962, Вена, Австрия — 23 августа 2006, Вена, Австрия) — австрийский преступник, похитивший в 1998 году 10-летнюю Наташу Кампуш. Спустя 8 лет Кампуш сбежала от него, после чего Приклопиль покончил жизнь самоубийством.

## Ранние годы
Вольфганг Приклопиль родился 14 мая 1962 года в Вене, Австрия. Он был единственным сыном Карла Приклопиля, представителя немецкой компании «Шарлахберг», занимающейся производством бренди. Матерью Вольфганга была жена Карла Вальтрауд, домохозяйка.
В 1972 году семья Приклопилей переехала из городской квартиры в частный дом в Штрасхоф-ан-дер-Нордбане, унаследованный Карлом от его отца Оскара. С десяти до четырнадцати лет Вольфганг обучался в школе «Хауптшуле Афритшгассе», предназначенной для детей среднего уровня развития. Он учился посредственно, но получал высшие оценки по поведению.
Уже в детстве у Приклопиля начали проявляться признаки психических отклонений. В школе у него не было друзей, так как он предпочитал уединённые занятия, такие как чтение книг или собирание пазлов. В возрасте тринадцати лет он сам сделал пневматическое ружьё, из которого стрелял в воробьёв, голубей и диких собак. Также он до совершеннолетия страдал энурезом.

## Работа техником
В четырнадцать лет, после окончания средней школы, Приклопиль поступил в техникум. Через год Вольфганг оставил обучение и пошел в ученики на  немецкий электронный концерн Siemens за жалованье около 25 фунтов в неделю. Согласно словам его бывшего сослуживца Эрнста Винтера, коллеги никогда не замечали странностей в поведении Приклопиля.
Во время обучения, в 1981 году, Приклопиль отбыл в казармах Марии Терезии в Вене обязательную восьмимесячную воинскую повинность. За это время он прожил в казармах лишь первые шесть недель, оставшиеся же шесть с половиной месяцев он всегда возвращался домой.
Приклопиль окончил обучение с хорошими оценками и был принят на работу. Однако позже его уволили из Siemens по сокращению штатов, и он устроился на работу в венскую кампанию Kapsch, обслуживающую австрийскую телефонную сеть, где трудился с 1983 по 1991 года. В 1991 году он переехал из квартиры, где жил с матерью, обратно в Штрасхоф-ан-дер-Нордбан.
Полицейский психолог Манфред Крампл заявил, что, по его мнению, в начале 1990-х Приклопиль уже принял решение похитить ребёнка. Крампл сказал следующее:

Приклопиль, очевидно, намеревался создать некий параллельный мир, свою очень личную замкнутую область, недоступную кому-либо другому. Область, в которой он управлял бы всем. И я считаю, что всё это вылилось в одну-единственную вещь — у него возник сильнейший дефицит способности формировать нормальные человеческие отношения. 

## Похищение Кампуш

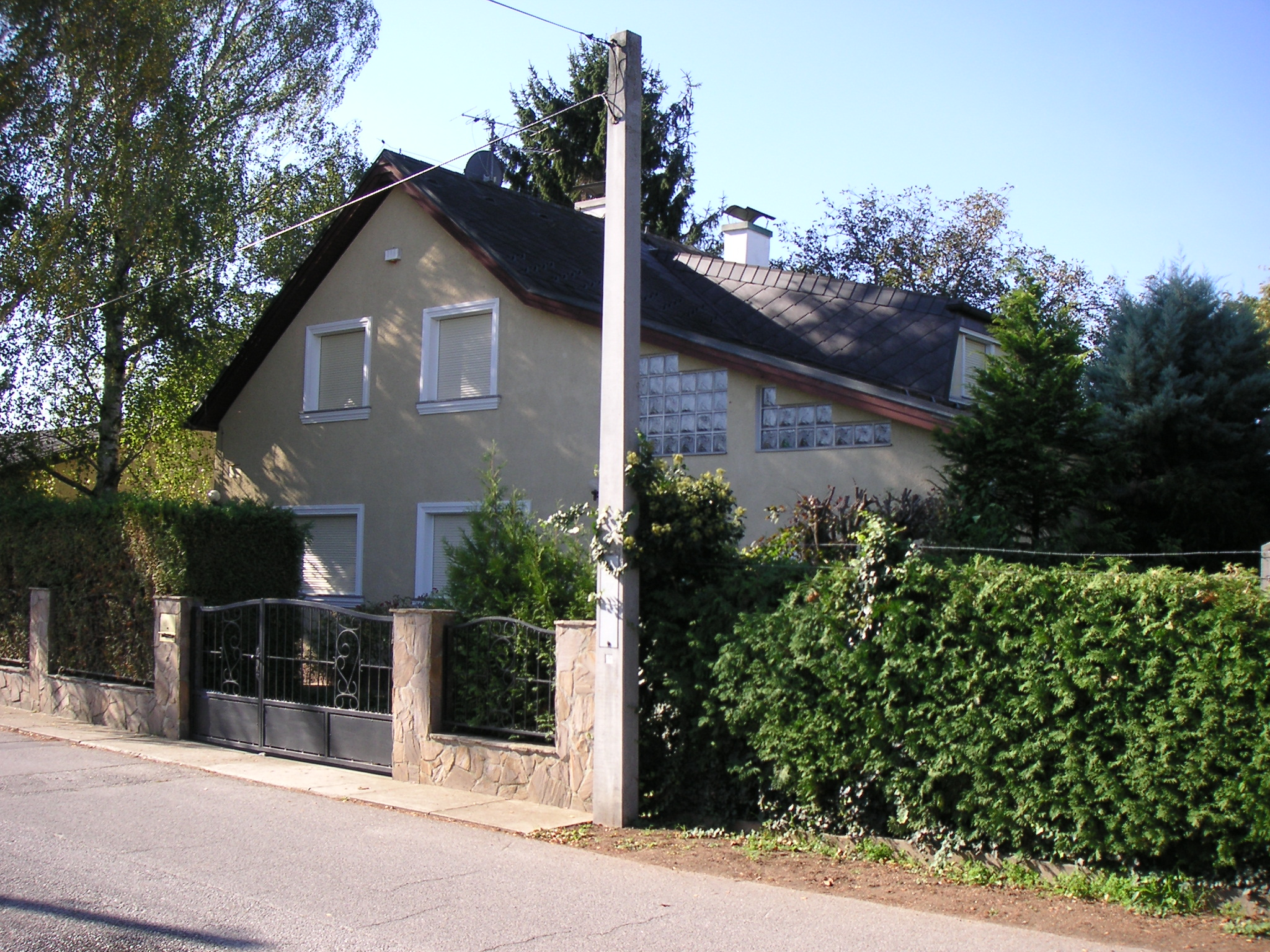
Дом Приклопиля

2 марта 1998 года Приклопиль похитил десятилетнюю девочку Наташу Кампуш, идущую в школу. По сообщениям свидетелей, он припарковал свой белый фургон на улице Мелангассе, около ворот школы. Согласно словам самой Кампуш, похититель находился в фургоне, а когда она подошла ближе, он вышел из машины, схватил её за руки и забросил её в фургон. После этого Приклопиль отвёз Кампуш к себе домой, где запер в подвальном помещении площадью 5 м²: 2,78 м в длину, 1,81 м в ширину и 2,37 м в высоту. Оно было выстроено ещё дедом Приклопиля Оскаром, планировавшим его как бомбоубежище на случай ядерной войны.
Во время совершения преступления Приклопиль был замечен 12-летней девочкой. Она видела, как мужчина забросил девочку в фургон белого цвета. Полиция приняла решение допросить хозяев всех 700 зарегистрированных в Австрии белых фургонов, среди которых был и Приклопиль. Он заявил, что 2 марта был дома один, а машину использует для перевозки стройматериалов. В ходе расследования было рассмотрено и множество других свидетельских показаний, но ни одно из них не вывело полицию на преступника.
До сих пор мотив Приклопиля не установлен. Кампуш в своих интервью не даёт определённых комментариев относительно того, изнасиловал ли её похититель, заявляя, что их сексуальные отношения являются её личной жизнью. Тем не менее, первая полицейская, разговаривавшая с Кампуш после её побега, говорила о «сексуальном насилии».

## Самоубийство
Приклопиль удерживал Кампуш в плену более восьми лет. 23 августа 2006 года ей удалось сбежать, когда в 12:53 по центрально-европейскому времени Приклопилю позвонил потенциальный покупатель его машины, и он на несколько секунд отошёл от Кампуш. Кампуш, до этого убиравшая машину похитителя, BMW 850i, оставила пылесос и бросилась бежать. Она обратилась за помощью к соседям Приклопиля, после чего была отвезена в полицейский участок, где её опознали по шраму на теле и тесту ДНК.
Приклопиль, поняв, что полиция преследует его, бросился под поезд Венский S-Bahn, направляющийся к Северному вокзалу в Вене. Он скончался 23 августа в 20:59.

## В популярной культуре
- В 2013 году состоялась премьера фильма «3096 дней», основанного на истории похищения Кампуш. В качестве режиссёра в нём выступила Шерри Хорман. Роль Приклопиля исполнил актёр Туре Линдхардт[27][28].